# Biblioteca Bolivariana de Mérida
A Biblioteca Bolivariana é um edifício multipropósitos localizado em Mérida, Venezuela que serve ao mesmo tempo como uma sala de leitura, sala de exposições e museu bem como um lugar de encontro, e como tal se desempenha como um dos lugares de interesse turístico da cidade. 
O edifício sede é considerado como uma obra arquitectónica modernista dentro do centro colonial da cidade. Possui diversos níveis nomeados em honra aos países libertados por Simón Bolívar em onde se localizam os salões de leitura, computação, exposição e museu, enquanto a nível de rua está precedida por uma pequena praça ou plazoleta, com freqüência utilizada como lugar de comercialización por artesãos.